# TTFC Burgwedel
Der TTFC Burgwedel ist ein Tischtennisverein aus Burgwedel. Überregional bekannt wurde er durch seine Damenmannschaft, die von 2000 bis 2002 in der Ersten Bundesliga spielte.

## Vereinsgeschichte
Der TTFC Burgwedel entstand aus dem ehemaligen FC Burgwedel und spielte damals mit seiner 1. Herrenmannschaft in der Herrenverbandsklasse Tischtennis. Spielernamen wie Volker Sbresny, Hans-Joerg Prothmann, Erich Kinitz, Dr. Dieter Günzel, Martin Fastabend, Jürgen "Mucki" Seehaus, Wolf-Rüdiger Kienast waren in der Hannoverschen TT-Szene ein Begriff. Allerdings hatte zu dieser Zeit nur die 1. Herrenmannschaft absolute Trainings- und Punktspielpriorität, unter denen sich auch die Abteilungs-/Vereinsgründer des FC Burgwedel befanden. Paralleles Training anderer Vereinsmitglieder oder auch Jugendübungsstunden wurden in einer Rangfolge, vielleicht auch aus mangelnder Hallenkapazität, oft hinten angestellt.
Erst mit dem Zugang eines zielstrebigeren erfahrenen Spielers und Abteilungsvorsitzenden aus einem Nachbarverein änderte sich dies im FC Burgwedel. Zu diesem Zeitpunkt spielte die 1. Herrenmannschaft in der Bezirksliga aus Mangel an jugendlichem Nachwuchs auf einem Abstiegsplatz und nahm diesen letztlich notgedrungen wahr. Unter der Regie von Manager Hans-Jürgen Junker, der letztendlich über 14 Jahre als Vorstandsmitglied (Sportwart, Vorsitzender und Manager) dem Verein vorstand und ständig für Verstärkungen sorgte, erfolgte ein Wandel für die Damen-Bezirksoberligamannschaft, die kontinuierlich in Folge dann im Jahre 1994 die 2. Bundesliga Nord erreichte. In der fast fünfjährigen 2. Bundesligazeit des TTFC versuchte der rührige Vorsitzende und Manager Junker alles um den Aufstieg in die 1. Bundesliga zu erreichen. Viermal scheiterte er knapp. Die stärksten Spielerinnen der niedersächsischen TT-Szene schafften es damals nicht, den Aufstieg in die höchste deutsche Spielklasse zu verwirklichen.
Aber auch die Jugendmannschaften, Mädchen und Jungen, sowie die Breitensportmannschaften lieferten in dieser Zeit ebenso mehrjährig Spitzenplätze in den höchsten Spielklassen des TTVN und des NTTV. Eine gesunde Mischung von Breite und Spitze war für den TTFC-Vorstand Zielsetzung für Spaß am Tischtennissport.
So kletterte die 1. Herrenmannschaft Klasse für Klasse und spielte letztlich in der Oberliga des Norddeutschen Tischtennis-Verbandes NTTV, und am Ende der Saison 1999/2000 wurde die 1. Damenmannschaft dann in wiederum veränderter Besetzung mit Yan Su, Monika Klejnova, Marketa Myskova, Nina Tschimpke Meister und stieg in die 1. Tischtennis-Bundesliga auf.
Dieser neuen Herausforderung stellte sich zu Beginn der Saison der Ort Burgwedel mit komplettem Hallenumbau einer Gymnasiumhalle genauso wie der komplette TTFC-Vorstand mit seinen Mitgliedern. Alsbald stellte sich in der 1. Halbzeit der Königsklasse heraus, dass einige Vorstandsmitglieder den neugestellten Aufgaben nicht gewachsen waren. Hans-Jürgen Junker stand im wichtigen, aber auch teuren Leistungsbereich auf einmal zumindest vereinsintern fast allein auf weiter Flur und besann sich, aus der Not geboren, althergebrachter Tugenden.
Mit der Europameisterin und langjährigen Deutschen Nationalspielerin Jing Tian-Zörner erreichte der TTFC darüber tatsächlich einen knappen Nichtabstiegsplatz dieser Liga. Im Folgejahr veränderte der Manager Hans-Jürgen Junker nochmals die sportlich erfolgreiche TTFC-Mannschaft, wohlwissend des Leistungsunterschiedes zwischen 1. und 2. Liga und zwar mit der amtierenden deutschen Jung-Nationalspielerin Jessica Göbel, mit der an Nr. 1 gesetzten Chinesin Lin Xu, mit der russischen Nationalspielerin Irina Kotikhina und der Rumänin Mihaela Georgescu das komplette Team, formte hier eine Mannschaft mit großem Zusammenhalt und schaffte mit der jüngsten und obendrein preiswertesten Equipe der Liga zur Halbzeit 2000/2001 einen auch für den Deutschen Tischtennis-Bund überaus überraschenden Championsleague-Platz dieser Liga. Die Teilnahme für den TTFC Burgwedel an Europameisterschaftswettkämpfen war zum Greifen nahe.
In der zu dieser Zeit unüblichen aber erforderlichen Jahreshauptversammlung und auf Grund eines von Junker persönlich in Auftrag gegebenen professionellen und korrekten Kassenberichts mit der Offenlegung, jährlich mindestens 70.000,00 DM über Sponsoring zu erzielen, erfolgte trotzdem eine demokratische Abwahl des langjährigen TTFC-Machers, aus angeblicher Sorge des finanziellen Vereinsrisikos und zum anderen auch wegen zu geringer Hallenkapazitäten für einen geregelten Trainingsbetrieb am Wochenende. Denn es wurden die Punktspielvorbereitungen von Bundesliga, Regionalliga und Oberliga vom internen Breitensport überwiegend als störend empfunden, da an solchen Tagen maximal lediglich vier Tische in einer zu kleinen Trainingshalle gestellt werden konnten.
Zu dieser Zeit (19. Dezember 2000) hatte der Verein ca. 16.000,00 DM kurzfristige Verbindlichkeiten, die aber durch eine zugesicherte Zahlung (Ende Januar/Anfang Februar 2001) einer Burgwedeler Sportstiftung (Wittenberg/Braukmann-Stiftung) mit fast 20.000,00 DM abgedeckt waren. Zusätzlich erfüllten die vielen weiteren dargelegten laufenden Sponsoren-Verträge den Haushalt zumindest bis zum Saisonende (30. Juni 2001).
Der TTFC Burgwedel hatte an 24 verschiedenen TT-Spielklassen und mit 7 Übungsleitern, am Ligaspielbetrieb der unterschiedlichen Sportverbände teilgenommen, angefangen von Schüler- und Jugendmannschaften, Kreisliga, mehreren Bezirksklassen, Oberliga, Regionalliga und Bundesliga, und war zu diesem Zeitpunkt einer der wenigen großen TT-Vereine in Deutschland.
Hans-Jürgen Junker hat 2002 den Verein verlassen.
Der TTK Großburgwedel übernahm 2002 die Spielklassen und trat danach in der Regionalliga (Damen) und Verbandsliga (Herren) an und spielte in der Saison 2005/06, 2013/14, 2017/18 und 2018/19 in der 2. Bundesliga. Heute spielen die Damen in der 3. Bundesliga Nord.